# Martin Kröncke

Signatur Martin Krönckes
Signatur Martin Krönckes (1770)

Martin Kröncke (auch Marten Kröncke; getauft am 6. Juli 1705 in Neuenkirchen, Land Hadeln; † 26. April 1774 in Berlin) war ein deutscher Pädagoge, Freimaurer, Münzmeister und etwas mehr als sechs Jahre lang Generalmünzdirektor des Königreiches Preußen.
Aus bescheidenen dörflichen Verhältnissen stammend, erarbeitete sich Kröncke seine Kenntnisse zur Numismatik weitgehend autodidaktisch und stieg während der Regentschaft König Friedrichs II. zum einflussreichsten Finanzbeamten auf. Nach dem wirtschaftlich verheerenden Siebenjährigen Krieg gelang es ihm, die finanzielle Situation Preußens zu stabilisieren.
Bereits zu Krönckes Lebzeiten war kaum etwas über seine Biographie bekannt, wozu er durch das konsequente Schweigen bezüglich seines Privatlebens entscheidend beitrug. Die Angaben zu seiner Person stützen sich auf nur wenige Quellen. In seinem Heimatort ist der Marten-Kröncke-Weg nach ihm benannt.

## Leben

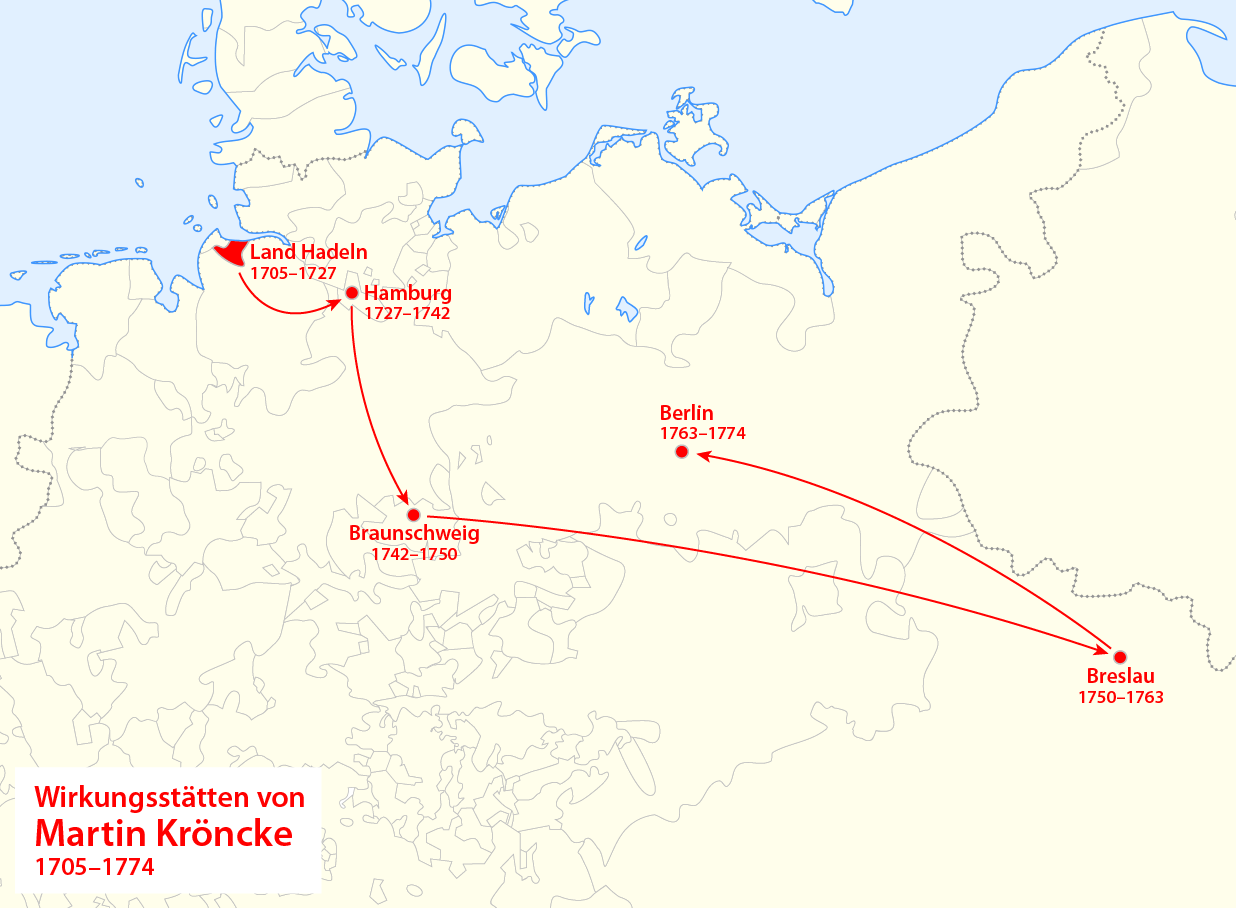
Die Wirkungsstätten von Martin Kröncke im Laufe seines Lebens

### Herkunft, familiäres Umfeld und Ausbildung
Marten Kröncke kam als Sohn der Pastorentochter Anna und des Bauern Dietrich (Dierk) Kröncke in Neuenkirchen zur Welt. Der genaue Standort seines Geburtshauses ist dabei umstritten – manche Autoren nennen die Gemarkung Katthusen, andere den unmittelbar angrenzenden Ortsteil Dörringworth. Auch hinsichtlich der Straße variieren die Angaben. Entweder war es ein Bauernhof im Windweg oder in der Straße In der Hundt. Lutherisch getauft wurde er von Pastor Hector Mithobius auf den Namen seines Großvaters († 1699) väterlicherseits, der aus Hüll stammte. Die Taufe fand entweder auf dem elterlichen Hof oder in der Neuenkirchener St.-Marien-Kirche statt und als Taufpaten fungierten die Nachbarn. Mit Margarethe hatte Marten zunächst eine Schwester.
Gut ein Jahr nach der Geburt starb sein Vater am 12. Oktober 1706 im Alter von 26 oder 27 Jahren. Die verwitwete Mutter heiratete am 4. Oktober 1707 den Witwer Paul Hottendorf vom Nachbarhof, der mehrere Kinder in die Ehe mitbrachte. Darüber hinaus bekam das Ehepaar den Sohn Johann sowie die Tochter Anna. 1713 verstarb Paul Hottendorf allerdings – zusammen mit den beiden gemeinsamen sowie einem seiner vorherigen Kinder erlag er der Pest. Anna war zu diesem Zeitpunkt mit Martens Halbbruder Johann schwanger, der am 20. März 1714 geboren wurde und später den elterlichen Hof übernahm sowie (Deich-)Schultheiß in Neuenkirchen wurde. Im selben Jahr heiratete sie Carsten Niebuhr.
Marten Kröncke verlebte seine Jugendjahre im Land Hadeln in den Elbmarschen, das damals mit weitgehender Selbstverwaltung unter direkter kaiserlicher Landeshoheit stand. Er besuchte die Dorfschule Neuenkirchen und galt als sehr begabter Schüler. Die Neuenkirchener Kantoren Michael von Spreckelsen (amtierte 1689–1718) und Dietrich Hincke (amtierte ab 1718), letzterer war auch Schulleiter, erkannten seine Talente und förderten ihn. Im Alter von 15 Jahren verließ er die Schule. Die ursprüngliche niederdeutsche Variante seines Vornamens (Marten) sollte er im Laufe seines späteren Lebens in das hochdeutsche Martin ändern.

### Berufliche Laufbahn

#### Anfänge an der Elbe
Nachdem er die Schule verlassen hatte, arbeitete Kröncke ab dem Alter von 15 Jahren zunächst – „der Sitte der Zeit entsprechend“ – als Hauslehrer auf unterschiedlichen Höfen. Darüber hinaus stellte Hincke ihn als seinen Adjunkt an. Anschließend gründete er im Haus des Schmiedes Carsten Junge in Osterende-Altenbruch eine eigene „Heubodenschule“, deren Leitung er übernahm und an der er mehrere Jahre lang unterrichtete. 1727 zog er ohne jegliche finanzielle Mittel nach Hamburg und fand in der Hansestadt Anstellung als Privat- und Hauslehrer bei wohlhabenden Bürgerfamilien. Sein dabei verdientes Einkommen investierte er größtenteils in die eigene Weiterbildung, insbesondere auf dem Gebiet der Mathematik, sodass er oftmals in prekäre finanzielle Lagen geriet und Hunger litt. Von Zeit zu Zeit schickte ihm Dietrich Hincke aus der Heimat Zuwendungen in Form von Lebensmittelpaketen oder Kleidung.
Er begann, sich aus privatem Interesse mit Numismatik zu befassen, für die er rasch eine Leidenschaft entwickelte. Eine handschriftliche Notiz von Wilhelm Jesse gibt an, dass Kröncke bei der Hamburgischen Münze lernte. Ob es sich dabei um eine vollwertige Ausbildung handelte und ob dies nach oder parallel zur Lehrtätigkeit geschah, ist unklar. Jesse liefert keine Quellenangabe für diese Behauptung und nahezu alle schriftlichen Unterlagen der Hamburger Münzprägeanstalt wurden während des Stadtbrandes von 1842 vernichtet. Schließlich veröffentlichte Kröncke eine Broschüre über das Münzwesen, in der er die Schaffung einer von dem damals maßgebenden Leipziger Fuß unabhängigen Währung diskutierte. Das Werk fand in Hamburg einige Beachtung.

#### Über Braunschweig nach Breslau
Im Laufe der Jahre gelang es ihm, Bekanntschaften zu einigen einflussreichen Persönlichkeiten zu knüpfen. Ein befreundeter Hamburger Kaufmann – dessen Kinder Kröncke unterrichtet hatte – nahm mehrere Exemplare der Schrift mit zur Braunschweiger Messe, wo sie das Interesse von Herzog Karl I. sowie dessen Münz-Kommissar Johann Philipp Graumann erregte. Letzterem sagten Krönckes Ausführungen derart zu, dass er diesen zwischen Januar und März 1742 als Buchhalter oder Wardein nach Braunschweig berief. Später stieg Kröncke dort zum Münzfaktor auf. Als solcher war er für das fiskalische Funktionieren der Münzanstalt und die Metallbeschaffung zuständig. Zusammen mit Graumann, der ihn explizit für seine Ehrlichkeit lobte, veröffentlichte er Mitte August 1748 die „bahnbrechend wirkende“ Schrift Die Teutsche und anderer Völker Münzverfassung, die eine Rechnung nach dem Leipziger Fuß nicht mehr zuließ, und das Augenmerk des preußischen Königs Friedrich II. auf die Braunschweiger Münzbeamten lenkte.
Nachdem Graumann im Jahr 1750 als Geschäftsführer aller Münzstätten und Generalmünzdirektor nach Berlin gewechselt war, empfahl er dem König eine Anstellung Krönckes und Johann Georg Eimbkes (1714–1793) in der staatlichen Münzverwaltung. Beide erhielten noch im gleichen Jahr Positionen in Breslau: Eimbke als Münzdirektor und Kröncke als zweiter Münz-Wardein und Münzfaktor. Als solcher oblag ihm die Beaufsichtigung der Münzherstellung, insbesondere die Einhaltung der gesetzlichen Vorschriften hinsichtlich Gehalt und Wert der verschiedenen Münzsorten. Eimbke verlor jedoch schnell das Vertrauen seiner Berliner Vorgesetzten, da er zu wenig Autorität ausstrahlte und zudem wegen mangelhafter Aufsicht ein Fehlbetrag von 1739 Reichstalern in der Münzkasse entstand. Man enthob ihn seines Amtes und versetzte ihn nach Königsberg oder Kleve. Am 5. Januar 1751 wurde Kröncke zum Breslauer Münzdirektor ernannt. Derweil hatte Graumann – maßgeblich angeregt durch Krönckes Überlegungen – preußenweit den Graumann’schen Münzfuß (auch 14-Taler-Münzfuß genannt) eingeführt. Scharfer Widerstand aus den Reihen der Kaufleute und Regierungsbeamten führte allerdings dazu, dass Friedrich II. ihn 1754 zwar nicht entließ, wohl aber entmachtete.
Die von Eimbke verschuldeten Nachlässigkeiten konnten erst nach vier Jahren vollständig aufgeklärt werden. Kröncke führte darüber mit ihm einen zeitweise sehr erbosten Briefwechsel und schrieb ihm, dass er Gott bitten würde, ihn [Kröncke] nirgends Direktor werden zu lassen, wo zuvor Eimbke es gewesen sei. Ein zweiter Finanzskandal ereignete sich etwas mehr als ein halbes Jahr nachdem Kröncke die Leitung übernommen hatte. Der seit 1743 als Münzmeister in Breslau tätige Adam Heinrich von Ehrenberg war den Ansprüchen, die die verzehnfachte Produktion an die Mitarbeiter stellte, nicht gewachsen und häufte beim Silber einen Weißsiedeabgang in Höhe von 15.881 Talern an. Er wurde daher im Herbst 1751 entlassen, verhaftet und man machte ihm den Prozess. Es stellte sich heraus, dass er nicht in böser Absicht, sondern nur nachlässig und unklug gehandelt hatte. Graumann forderte eine Ersetzung des Verlustes und auch der König sprach sich angesichts der Verantwortung der Münzbeamten und des in sie gesetzten Vertrauens für eine Verurteilung aus. Letztlich wurde der betagte von Ehrenberg im Juni 1753 unter Auflagen aus der Haft entlassen. Als neuen Münzmeister stellte Kröncke Georg Heinrich Singer (1728–1779) an.
Sein Amt führte Kröncke durchaus erfolgreich, aber teils eigenwillig. Sämtliche anderen preußischen Münzstätten beispielsweise kündigten dem zuständigen Minister die Seigniorage an und informierten ihn über die Arbeitsplanungen und die vorgesehenen Prägungen des laufenden Jahres. Einzig aus Breslau kamen keine derartigen Berichterstattungen. Dennoch lobte Ludwig Wilhelm Graf von Münchow (1709–1753), seines Zeichens erster schlesischer Provinzialminister, die Arbeit des Münzdirektors vor dem König. Auf seinem neuen Posten hatte Kröncke finanziell ausgesorgt. Die schlesische Münze in Breslau besaß eine herausragende Stellung innerhalb des preußischen Münzsystems. Dies ist schon allein daran ersichtlich, dass Kröncke 1755 mit 2000 Talern jährlich wesentlich mehr verdiente als seine Kollegen in vergleichbaren Positionen in anderen Städten (Berlin: 600, Königsberg: 500). Nachdem die russischen Armeen 1762 aus der Provinz Ostpreußen abgezogen waren, ordnete Friedrich II. an, dass Kröncke eine Bestandsaufnahme der dort umlaufenden geringwertigen Münzen – zu denen auch die russischen Exemplare gezählt wurden – durchführen solle. Kröncke bestimmte, dass diese noch ein Jahr umlaufen dürften und alle Staatskassen die schlechten Münzen anzunehmen und an die Prägeanstalten weiterzuleiten hätten.

#### Generalmünzdirektor in Berlin

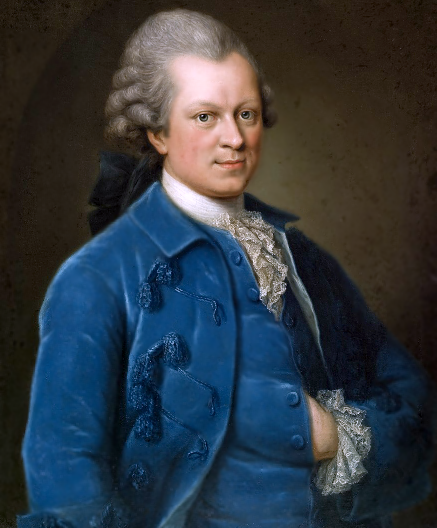
Gotthold Ephraim Lessing (hier um 1767 / 1768) beriet einen Freund 1765 darin, wie dieser Krönckes Gunst gewinnen könnte

Im Oktober 1763 beorderte der König daher Martin Kröncke zu einer Besprechung nach Berlin. Thematisiert wurden dabei vor allem Fragen, die sich aus dem Ende Februar 1764 anstehenden Ablauf von Ephraims und Itzigs Pachtzeit der preußischen Münzstätten ergaben (siehe nächstes Kapitel).
Krönckes Vorschläge fanden Anklang und Friedrich II. übertrug ihm mit Wirkung zum 1. Dezember 1763 das Amt des Direktors der Berliner Münze und damit des preußischen Generalmünzdirektors, womit erneut ein Jahresgehalt von 2000 Reichstalern einherging. Der entmachtete Graumann war bereits im April 1762 gestorben und übergangsweise hatte Generalleutnant Friedrich Bogislav von Tauentzien das Amt bekleidet. Tatsächlich ausgeführt wurden die Dienstgeschäfte aber vom Finanzrat Friedrich Gotthold Köppen, dem Rendanten der Generalkriegskasse. Um die finanzielle Situation Preußens zu stabilisieren, erarbeitete Kröncke innerhalb weniger Monate zusammen mit Maximilian von Fürst und Kupferberg und Ernst Wilhelm von Schlabrendorf – den Etat-Ministern des Reiches beziehungsweise der Provinz Schlesien – ein neues Münzedikt. Dieses sah als Hauptbestandteil die Wiedereinführung des 14-Taler-Fußes für Kurantmünzen sowie des 18-Taler-Fußes für Scheidemünzen vor. Friedrich II. unterzeichnete die Regelung am 29. März 1764, die am 1. Juni in Kraft trat.
Aus dem Juli 1765 ist ein Briefwechsel Martin Krönckes mit dem Breslauer Rendanten Carl August Lang(n)er überliefert. Dieser trat mit der Bitte an den Generalmünzdirektor heran, ihn beim König zur Beförderung und möglichen Versetzung an die Münze Berlin vorzuschlagen. Kröncke lehnte das Ansinnen am 20. Juli schroff ab. Zuvor hatte Langer seinen Bekannten Gotthold Ephraim Lessing konsultiert und von ihm Ratschläge bezüglich des Vorgehens erhalten. Nach Krönckes Absage wandte er sich abermals an Lessing und erläuterte ihm schriftlich die Lage, wobei er Kröncke despektierlich als „Der Alte“ bezeichnete. Langer erwähnte, sich noch mal an Kröncke wenden zu wollen. Das Ergebnis dieser neuerlichen Anfrage ist nicht bekannt. Zwar äußerte sich der König einmal mit den Worten „Er ist ein guter Münzdirektor – aber er ist auch ein Dickschädel.“ über Kröncke, dies änderte jedoch nichts daran, dass er ihm mit viel Respekt begegnete. Zwischen dem Generalmünzdirektor und dem aufgeklärt-absoluten Herrscher entwickelte sich ein gegenseitiges Vertrauensverhältnis und es ist bekannt, dass Friedrich II. Kröncke des Öfteren in dessen privaten Wohnräumen besuchte.

### Münzgeschichtliches und geldpolitisches Wirken

#### In Breslau vor dem Siebenjährigen Krieg
Die Angaben zur Leistung der schlesischen Münzanstalt in Breslau während des ersten Jahres unter Krönckes Direktion sind widersprüchlich. Einerseits geht aus den Quellen hervor, dass es Kröncke zunächst nicht gelang, vierteljährlich 300.000 Reichstaler in Silber zu münzen, wie Graumann es in Berlin dem König versprochen hatte. Stattdessen brachte man es wöchentlich lediglich auf 20.000 Reichstaler in Gold und ebenso viele in Silber. Der König zeigte sich in dieser Situation allerdings geduldig. Andererseits ist zu lesen, dass die Prägung unter Kröncke „gut voran ging“: Die Seigniorage betrug demnach im Quartal Februar, März und April 1751 47.578 Reichstaler, womit der König sehr zufrieden war. Gesichert ist, dass sich die Kaufleute erfreut über die neuen Taler zeigten. Sie konnten der Münze auf einen Monat im Voraus 20.000 bis 30.000 Taler zinsfrei in Form von Louis d’or vorschießen, um dafür Taler zu erhalten.
Ein anfängliches Problem stellte die Ungleichheit der Goldgewichte dar. Nachdem die Kaufmannschaft Beschwerden eingereicht hatte, überprüfte die Obersteuerkasse 75 Friedrich d’or und befand, dass einer um ein halbes, drei um ein viertel und acht um ein drittel As zu leicht waren. Man wies den Direktor an, diese Unstimmigkeiten zu beheben, erkannte aber zugleich auch an, dass die Kassen solch geringe Differenzen durchaus überstehen könnten. Kröncke verteidigte die Justierung und äußerte, dass um ein halbes As zu leichte Friedrich d’or nur sehr selten vorkommen würden. Zudem äußerte er die Vermutung, dass die älteren Goldgewichte eventuell differierten. Die Kassen müssten im Wiegen vorsichtiger sein. Seiner Meinung nach – niedergeschrieben in einem Gutachten Mitte April 1751 – schadete es zu sehr dem Ruf des Friedrich d’or, wenn bezüglich eines halben As „mehr Geschrei gemacht“ würde, als bezüglich zweier oder dreier As bei den Louis d’or. Auch das Korn des Breslauer Friedrich d’or entsprach zunächst nicht dem Standard. Bei Qualitätsprüfungen von Proben aus den ersten vier Monaten 1751 ergab sich, dass sie nicht 21 Karat und neun Gran, wie es der Münzfuß vorschrieb, sondern nur 21 Karat und acht Gran enthielten. Dies wurde offenbar stillschweigend verbessert, da keine entsprechende Meldung an den König ging. Die Silbermünzen hingegen waren fast alle etwas zu fein. Krönckes Wardein Viedebantt entschuldigte dies mit damit, dass es unmöglich sei, Stück für Stück exakt nach dem Münzfuß zu finieren.
Genauso wie preußenweit nahm auch in Breslau in dieser Zeit die Prägung der Kurant- und Goldmünzen gegenüber jener der Scheidemünzen ab. Im ersten Münzjahr unter der Direktion Martin Krönckes wurden in Breslau für eine Million Reichstaler Gold- und für über eineinhalb Millionen Taler Silberkurant geprägt. Diese Summen sanken für den Zeitraum von Dezember 1753 bis Dezember 1754 auf 114.000 beziehungsweise 260.000 Taler. Dagegen stieg im selben Zeitraum der Scheidemünzschlag von 40.000 auf 311.000 Taler an. Kröncke selbst erwähnte rühmend, dass die Prägung der Scheidemünzen nicht mal ein Fünftel der Gold- und Silberkurantproduktion erreichte. Der erhoffte positive Effekt blieb aber zunächst aus, weil in Schlesien zahlreiche Groschen und Sechser der anderen Münzstätten im Umlauf waren.
Die Prägestatistik für die Breslauer Münzanstalt ist nur bis zum 30. November 1754 überliefert. Dennoch gibt sie einen Einblick in die münzpolitischen Entscheidungen Krönckes. In Schlesien herrschte ein Mangel an Kleingeld, weshalb man die Bayreuther und bayerischen 3-Kreuzer und Kreuzer nicht entbehren konnte. Man setzte sie allerdings auf einen und drei Gröschel hinab, sodass sie ohne Verlust umgeprägt werden konnten. Dies diente dem Ziel, die seit zwei Jahren viel zu geringe Scheidemünzprägung nachzuholen. Im März, April und Mai 1754 ließ Kröncke ausschließlich Kreuzer und Gröschel prägen – wöchentlich für 2000 beziehungsweise 1200 Taler. In den folgenden Wochen wurde offenbar, dass im schlesischen Geldkreislauf zu wenige Friedrich d’or in Umlauf waren, was besonders die Domänenpächter schädigte, die ihre Pacht zu einem Sechstel mit Dukaten und zu fünf Sechsteln mit Kurantmünzen und Friedrich d’or zahlen sollten. Graumann instruierte Kröncke daraufhin, in Breslau wieder Dukaten zu prägen. Es wurden jedoch nur 895 geschlagen, da mit ihnen ein Handel in den Ländern des Erzherzogtums Österreich, die sich gegen preußische Münzen wehrten, nahezu unmöglich war.

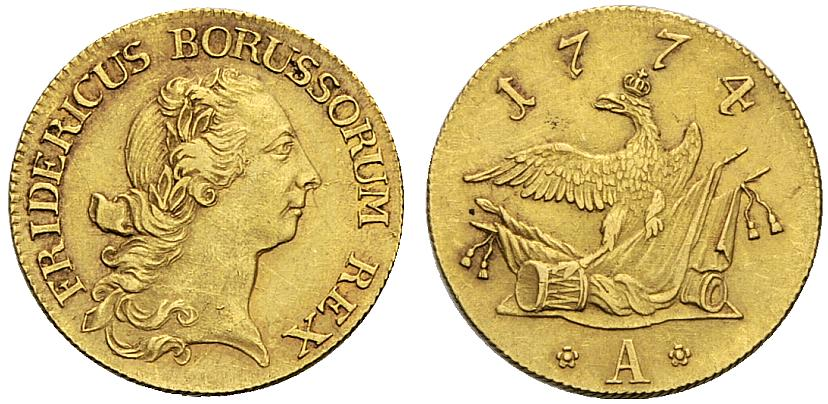
Während Gewicht und Korn des Friedrich d’or Kröncke Probleme bereiteten, …
… sorgte die Prägung von Tympfen für einen Handelsaufschwung in Schlesien.

Martin Kröncke veranlasste in Breslau die Prägung von Szostaken (6-Gröscher) und sächsischen Tympfen (18-Gröscher), um den Handel mit den Nachbarstaaten – namentlich dem Kurfürstentum Sachsen sowie Polen-Litauen – zu stärken. Diese Maßnahme wurde zunächst im August 1754 beendet. Die Verbreitung fremdgeprägter Tympfe, vor allem aus Leipzig, hingegen wollte man in Schlesien reduzieren, weshalb sie an den Grenzen konfisziert oder zurückgeschickt wurden. Da zwischen Preußen und dem Kurfürstentum Sachsen aber Frieden herrschte, war dies keine dauerhaft praktikable Lösung. Ab Mai 1755 wurden daher in Schlesien sehr moderate Zölle auf sächsische Münzen erhoben. Wenig später setzte Kröncke die Prägung der Tympfe fort. König Friedrich II. hatte bereits zuvor zugestanden, dass in Breslau von polnischen Personen gegebene Tympfe als Bezahlung angenommen werden dürften. Es war jedoch verboten, sie weitergehend in Schlesien auszugeben, da sich die schlesischen Kaufleute sonst zu „Kommissionären der Leipziger Münzstätte“ gemacht hätten. Die polnischen Viehhändler bezahlte man in Breslau während der Jahre 1755 und 1756 mit eigens nachgemünzten Tympfen und Szostaken Leipziger Typs. Später imitierte man sogar die Umschrift der Münzen. Die Tympfe dienten allerdings nicht – wie im restlichen Preußen – als Kurant- oder Wechselgeld, da die schlesischen Kaufleute sie als solches ablehnten, weil sie zu ungleich gemünzt waren.
Die münzpolitischen Entscheidungen Martin Krönckes erwiesen sich als äußerst erfolgreich. Als 1756 der Siebenjährige Krieg ausbrach, war Schlesien die wirtschaftlich am besten aufgestellte Provinz Preußens und verfügte über den größten Handelsumsatz im Reich.

#### In Breslau unter dem Eindruck des Siebenjährigen Krieges
Während seiner Regentschaft begünstigte und förderte Friedrich II. eine dünne Schicht reicher jüdischer Unternehmer und erteilte einzelnen Juden verschiedene Privilegien und Sonderrechte. Im Gegensatz dazu reglementierte und beschränkte er zunehmend die wirtschaftlichen Aktivitäten der jüdischen Normalbürger, erhöhte kontinuierlich ihre Steuern und Abgaben und untersagte ihnen den Handel in bestimmten Branchen. Die vermögenden Juden wurden dazu gedrängt, Fabriken und Manufakturen aufzubauen und sich gleichzeitig aus dem Kleinhandel zurückzuziehen. Sämtliche jüdischen Bürger des Reiches waren zur Lieferung von Silber an ihre jeweiligen regionalen Münzen verpflichtet. Als der Geldbedarf des Königs zu Beginn des Siebenjährigen Krieges 1756 stark angestiegen war, hatte man den Graumann’schen Münzfuß verlassen, was zu einer Inflation führte. Bereits 1758 war der preußische Staatsschatz restlos verbraucht. Veitel Heine Ephraim und Daniel Itzig erhielten die Pachtrechte für alle preußischen Münzprägeanstalten. Mit königlicher Duldung führten sie Münzverschlechterungen durch, erhöhten so die Seigniorage und prägten Millionen minderwertiger Münzen – die Ephraimiten. Diese sogenannten „Münzjuden“ – von denen Ephraim und Itzig die bekanntesten waren – erwirtschafteten im Verlaufe des Krieges durch die Manipulationen 29 Millionen Reichstaler für den König. Die Aufdeckung dieser dubiosen Methoden brachte das preußische Münzwesen in schweren Misskredit bei der Bevölkerung. 1762 kam Friedrich II. zu der Einsicht, dass die Versuche, neue Scheidemünzen einzuführen, gescheitert waren.

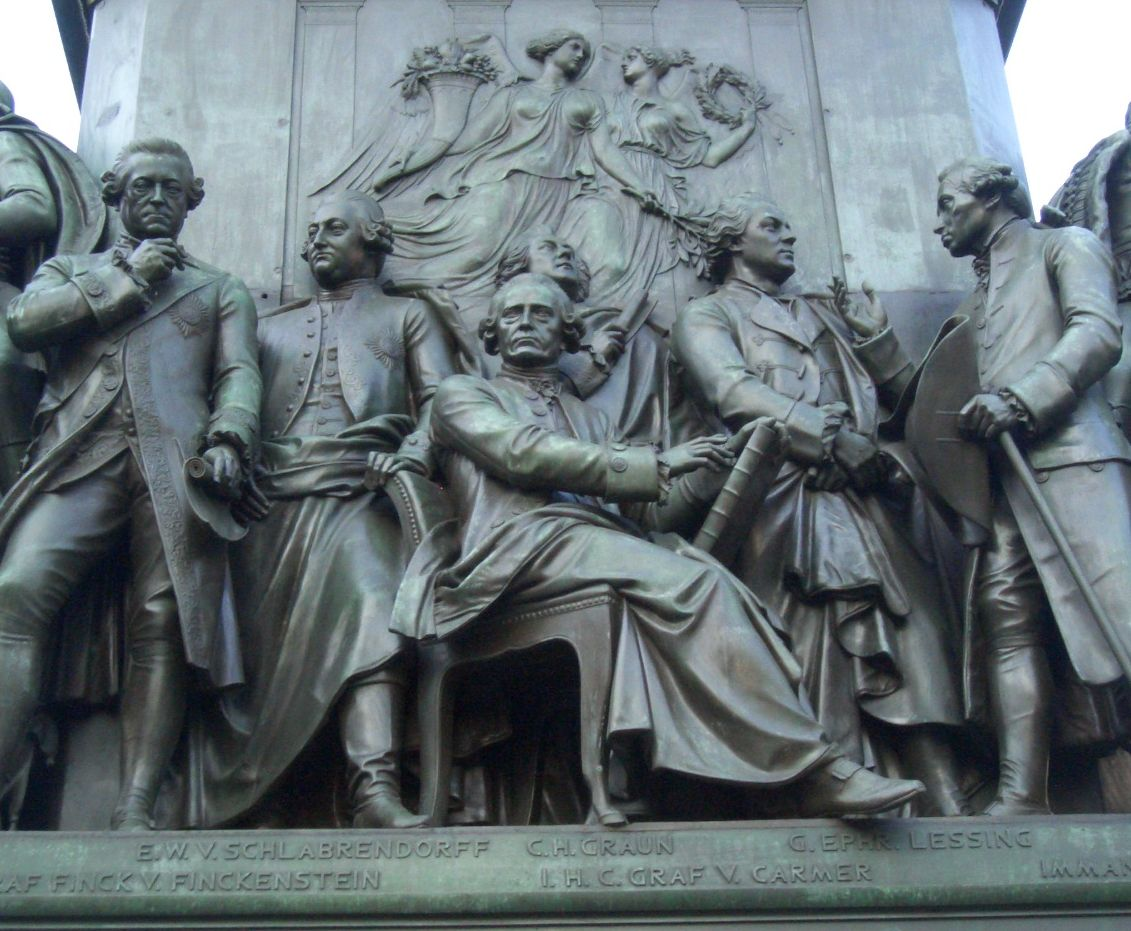
Ernst Wilhelm von Schlabrendorf (zweiter von links) bezeichnete Kröncke während des schlesischen Münzkonfliktes 1763 als „eigensinnigen Mann“, erarbeitete aber wenige Monate später mit ihm zusammen das neue preußische Münzedikt

Es wurde reichsweit nicht ausreichend Geld geprägt und in Schlesien, wo dieser Geldmangel am eklatantesten war, entbrannte im Sommer 1763 ein intensiver Streit bezüglich der Verantwortung für die Missstände. Ernst Wilhelm von Schlabrendorf, Etatminister und Präsident der schlesischen Kriegs- und Domänenkammer, warf den Unternehmern im Juni vor, seine vielfachen Ermahnungen, rechtzeitig Silber zur Kurantprägung zu beschaffen, seien von ihnen nicht beachtet worden. Darüber hinaus hätten sie anstatt Drittel zu prägen aus dem ohnehin knappen Kriegsgeld kleinere Sorten geschlagen. Er bemerkte, dass in Berlin im Jahresverlauf knapp sieben Millionen Taler eingewechselt worden seien – in Breslau hingegen kaum eine Million. Dabei hätte Schlesien wegen seines umfangreichen Handelsumschlages wesentlich mehr Geld nötig als die preußische Hauptstadt. Auch Finanzrat Friedrich Gotthold Köppen – der interimsweise als Generalmünzdirektor in Berlin amtierte – schob die Schuld auf die Unternehmer. Diese wehrten sich gegen die Vorwürfe und beklagten ihrerseits eine nachlässige Ausmünzung durch Martin Kröncke. Darüber hinaus hätten sie infolge der erhöhten Silberpreise, der Eröffnung zahlreicher Wechselstuben sowie der sie schädigenden Umwechslung der schlechten in gute Münzsorten hohe Verluste erlitten. Kröncke seinerseits verteidigte sich ebenfalls gegen die aus seiner Sicht ungerechtfertigten Anschuldigungen. Er gab an, nicht schneller prägen zu können, da man zwar 60.000 Mark geringwertigen Silbers, allerdings trotz aller nachdrücklicher Erinnerungen nur 8000 Mark Piaster erhalten habe. Weiter führte er aus, im ersten Halbjahr problemlos Münzen im Wert von fünf Millionen statt bis dahin lediglich eineinhalb Millionen Taler hätte schlagen zu können, wenn ihm mehr Feinsilber zur Verfügung gestellt worden wäre. Diese Äußerung veranlasste von Schlabrendorf, den Breslauer Münzdirektor vorwurfsvoll als „eigensinnigen Mann“ zu bezeichnen, da Kröncke seiner Meinung nach aus dem Silber dennoch Sechstel und Zwölftel hätte prägen können. Schließlich riet Köppen, sächsische Drittel zu verwenden, was auch geschah. Daraufhin ließen in der zweiten Jahreshälfte 1763 die Klagen hinsichtlich Geldknappheit in Schlesien signifikant nach.
Die Münzverschlechterung, der Mangel an Kurantgeld und eine Fülle an Wechselbriefen hatten aber noch mehrere Monate stark negative Auswirkungen an den Handelsplätzen in Amsterdam, Hamburg, Berlin und Leipzig.

#### In Berlin
Bereits durch die ersten zwei Schlesischen Kriege zwischen 1740 und 1745 war das preußische Finanz- und Münzwesen massiv getroffen worden; der Siebenjährige Krieg hatte die Situation verschärft. Das von Kröncke als Generalmünzdirektor erarbeitete neue Münzedikt sah die Reduktion der Münzen und deren Einwechslung vor. Vorgesehen war, dass Staatskasse und Bevölkerung durch Umtausch und Einschmelzung sowie durch die notwendige neue Schuldenregulierung zwar kurzfristig sehr hohe Verluste erlitten, dadurch aber eine bessere Zukunft mit einem finanziell funktions- und leistungsfähigen Staat geschaffen würde. Tatsächlich erwiesen sich die unmittelbaren Nachkriegsjahre als die wirtschaftlich anspruchsvollsten in der Regierungszeit Friedrichs II. Sobald allerdings zu Beginn der 1770er Jahre die letzten Missernten überwunden waren, erreiche Preußen dank seiner stabilen Währung wieder eine aktive Handelsbilanz.  Schließlich leitete Krönckes Münzedikt – „trotz aller Schwierigkeiten, die seine Ausführung mit sich brachte, allmählich eine Periode gesicherter und stabiler Geldverhältnisse ein, die über Jahrzehnte Bestand haben sollte.“
Als ranghöchster Münzdirektor des Staates schickte Kröncke Berichte an den König, in denen er die münzpolitische Lage einordnete und Empfehlungen hinsichtlich fiskalischer Entscheidungen gab. So befürwortete er beispielsweise Anfang August 1765 ein Gesuch von Daniel Itzig um Zoll- und Lizenzfreiheit für Affineriematerialien und -inhaltsstoffe, die aus der Republik der Sieben Vereinigten Provinzen eingeführt wurden. In einem Ende November des gleichen Jahres vorgelegten Gutachten sprach er sich gegen einen Antrag des Ältestenrates der jüdischen Gemeinde Berlins aus, der darauf zielte, dass das abzuliefernde Silber auch von geringerem Gehalt sein dürfe. Zeitgleich zeigte sich Kröncke jedoch damit einverstanden, dass das Edelmetall entweder in Barren von 15 1⁄3-lötigem Gehalt oder in Sorten von nicht weniger als neun Lot Gehalt abgeliefert werden könne.
Ende der 1760er Jahre ergab sich für Kröncke ein neues gravierendes Problem in Ostfriesland. Die eine Zeit lang inaktive Auricher Münze war gleich nach dem Frieden von Hubertusburg, der im Februar 1763 den Siebenjährigen Krieg beendete, wieder in Betrieb genommen worden. Das vorhandene reduzierte Geld wurde aus den öffentlichen Kassen und von Privatpersonen in die Münze abgeliefert, dort eingeschmolzen und nach dem Graumann’schen Fuß zu 1⁄3-, 1⁄6- und 1⁄12-Stücken geprägt. Als kein reduziertes Geld mehr vorrätig war, stand der Betrieb zunächst ungefähr zwei Jahre erneut still. Zu den wichtigsten Silberlieferanten der Auricher Münze gehörte bereits seit 1752 Meyer Salomon der Jüngere († 1780), ein ursprünglich aus Berlin stammender Kaufmann, Bankier und Schutzjude, der noch immer gute Kontakte in seine Heimatstadt unterhielt. Mit ihm schloss Kröncke am 18. März 1767 einen Vertrag dahingehend, dass Salomon innerhalb von neun Monaten 10.000 Mark Feinsilber zur Ausprägung von Scheidemünzen liefern sollte. Salomon verpflichtete sich, die Hälfte dieser Scheidemünzen in Münster, Oldenburg und Bremen abzusetzen. Als Bezahlung wurden 65.000 Reichstaler in Kurantmünzen und 85.000 Reichstaler in Scheidemünzen festgesetzt. Kröncke war von dieser Vereinbarung überzeugt, da zwischen 1764 und 1767 in Aurich lediglich 31.773 Reichstaler an Scheidemünzen geprägt und die dort vor 1756 geprägten etwa 120.000 Reichstaler größtenteils während des Siebenjährigen Krieges eingeschmolzen worden waren. Der Vertrag stand jedoch auf tönernen Füßen, da das angenommene Produktionsverhältnis der Kurant- zu Scheidemünzen unrichtig war (1767 wurden in Aurich verhältnismäßig weniger 1⁄6- und 1⁄12-Taler als Scheidemünzen geprägt) und viele fremde Scheidemünzen im Umlauf waren.
Bald nach Beginn der Prägung stellte man jedoch fest, dass die Händler und Kaufleute der Region – insbesondere in Emden – den Scheidemünzen äußerst misstrauisch gegenüberstanden. Vielerorts wurde die Annahme verweigert. Daraufhin ließ die Hofkammer auf Veranlassung Martin Krönckes Bekanntmachungen in den ostfriesischen Wochenblättern drucken. Sie besagten, dass jeder Akteur im Handel die Auricher Scheidemünze bis zu zwei Guten Groschen unweigerlich annehmen müsse. Die Verordnung blieb jedoch fast wirkungslos. In Emden setzte die Bevölkerung die Scheidemünzen sogar eigenmächtig unter ihren Wert um ein Drittel herab. Der Mariengroschen war dadurch nur noch einen Stüber wert und die Groten nur einen halben Stüber. Schließlich kamen die Mariengroschen außer Kurs. Die Ablehnung der Münzen seitens der Bevölkerung führte dazu, dass Meyer Salomon den Kontrakt nicht erfüllen konnte. König Friedrich II. erfuhr von diesen Problemen und schlug – zur Rettung der dortigen Münzproduktion – vor, in Aurich Münzen der preußischen Nachbarstaaten nachzuprägen. Als Beispiel führte er die vor dem Siebenjährigen Krieg mit großem Gewinn in Kleve geprägten Frankfurter Batzen an. Sowohl Generalmünzdirektor Kröncke als auch Georg Detlef Friedrich Koes in seiner Funktion als Generaldirektor der Königlichen Hauptbank lehnten dieses Ansinnen ab: Die fremden Kurantmünzen waren gemäß Konventionsfuß um etwa fünf Prozent silberreicher als die preußischen und selbst die geschicktesten Medailleure könnten fremde Münzen nicht so exakt nachahmen, als dass diese in den anderen Staaten nicht als Nachschlag erkannt würden. Darüber hinaus verwiesen Kröncke und Koes auf die Abneigung der Bevölkerung gegen fremde Scheidemünzen, aufgrund derer kein Unternehmer mehr willens sei, solche abzusetzen. So habe etwa die Nachprägung österreichischer Levantetaler und russischer Rubel in Magdeburg wegen zu geringen Absatzwillens eingestellt werden müssen. Da die Auricher Münzkasse infolgedessen einen Verlust von einigen Tausend Reichstalern erlitt, musste sie ihre Tätigkeit Ende 1768 einstellen. Im Januar 1769 reiste der Auricher Münzdirektor E. G. Unger nach Berlin, um seinen Rücktritt offiziell einzureichen. Dies war allerdings mit erheblichen Problemen verbunden, da seine Münze Meyer Salomon noch 5000 Reichstaler schuldete. Zwar erlangte man vom Gläubiger die Zusage, auf alle Forderungen verzichten zu wollen – doch Meyer Salomon hatte einen Wechsel, der ihm von Unger auf 3000 Reichstaler ausgestellt worden war, an den Bankier Joseph Veitel Ephraim (1730–1786) abgetreten, der Unger nach Verfallszeit des Wechsels verklagte. 1770 bat Unger Kröncke inständig um Erstattung der Summe und führte als Begründung an, dass dieses Defizit weder seine noch Salomon Meyers Schuld sei, sondern lediglich durch die Unmöglichkeit, die Mariengroschen abzusetzen, entstanden sei. Daher träfe ebenso viel Schuld auch Kröncke selbst, da dieser in seiner Funktion als Generalmünzdirektor dessen Prägung befürwortet habe. Es wurde schließlich ein Vergleich dahingehend getroffen, dass von Ungers Gehalt (er wechselte in die Bergbauverwaltung nach Rothenburg an der Saale) jährlich 200 Reichstaler einbehalten würden, bis die 3000 Reichstaler inklusive 59 Reichstalern und 10 Groschen Zinsen und Kosten abbezahlt seien. Bis Ende 1789 war die Schuld bis auf 241 Reichstaler und 10 Groschen beglichen.

### Freimaurerei
Noch während seines Berufslebens, aber vor allem später im Ruhestand wirkte Kröncke als einer der bedeutendsten Freimaurer seiner Zeit. Er war knapp 26 Jahre in unterschiedlichen Logen aktiv und beteiligte sich wie viele seiner Zeitgenossen am freimaurerischen Systemkampf des 18. Jahrhunderts.
Seit ihrer Gründung im Jahr 1717 galt die Erste Großloge von England in London mit ihrer Satzung, den Alten Pflichten, als oberste Instanz der europäischen Freimaurerei. Eine Anerkennung seitens der Engländer galt als Existenz-Legitimation für neue Logen. 1751 formte Karl Gotthelf von Hund und Altengrotkau im Heiligen Römischen Reich Deutscher Nation das Hochgradsystem der Strikten Observanz. Die am Templerorden orientierte, streng hierarchisch aufgebaute Lehre besaß einen okkulten Charakter, wirkte aber auf viele Freimaurer sehr attraktiv, sodass bis Anfang der 1770er Jahre zahlreiche Logen zu ihr übertraten. Parallel dazu entwickelte sich ab 1756 – und seit 1769 im Deutschen Reich in direkter Konkurrenz zu von Hunds Ritus – das ebenfalls explizit christlich ausgerichtete Schwedische Lehrsystem. Ab etwa 1782 wurde die Strikte Observanz zunehmend bedeutungslos und zerfiel schließlich.

#### Traditioneller Beginn
Zum ersten Mal im maurerischen Kontext erwähnt wird Krönckes Name am 6. Juni 1748 bei der Aufnahme in die Braunschweiger Johannisloge „Jonathan“. Im Protokollbuch ist er mit der Matrikelnummer 109 gelistet. Bereits weniger als zwei Wochen später, am 18. Juni, wurde er in den dritten Grad (Meister) initiiert. Es war in jenen Zeiten durchaus üblich, Mitglieder an einem Tag oder in kurzen Zeitabständen in mehrere Grade einzuführen. Zudem gab es noch einen sehr pragmatischen Grund für diesen raschen Aufstieg: Viele Logenbrüder leisteten während des Österreichischen Erbfolgekrieges Wehrdienst und waren abwesend. Der Meister vom Stuhl, du Roy, hielt es daher für unbedingt notwendig, dass die neuen Mitglieder noch vor dem Johannistag (24. Juni) – dem traditionellen Beginn des maurerischen Jahres – zur Meisterschaft zugelassen würden, damit bei den jährlichen Neuwahlen alle Ämter besetzt werden konnten. Weitere namhafte Mitglieder der Loge „Jonathan“ waren unter anderen der bereits 1745 verstorbene Albrecht von Braunschweig-Wolfenbüttel sowie Krönckes Vorgesetzter Johann Philipp Graumann. In Breslau wird Kröncke erstmals im Protokoll der Johannisloge „Zu den drei Totengerippen“ – die als Tochterloge der Großen National-Mutterloge „Zu den drei Weltkugeln“ fungierte – vom 24. Juni 1751 erwähnt. Er war ein engagiertes Mitglied und fehlte bei fast keiner Tempelarbeit. im Juni 1754 wurde er als Erster Aufseher (frz.: aîné surveillant) genannt und vom 22. Juni 1755 bis zum 4. Dezember 1760 – sowie bereits kurzzeitig 1753 – hatte er das Amt des Logen-Schatzmeisters inne. In dieser Loge lernte er im Sommer 1758 auch den Militärarzt Johann Wilhelm Kellner von Zinnendorf kennen, mit dem ihn bis zum Lebensende eine enge Freundschaft verbinden sollte.

#### Wechsel der Systeme und Wahl zum Großmeister
Nach ihrem nahezu zeitgleichen Umzug nach Berlin wollte von Zinnendorf Kröncke noch 1763 zum Großmeister einer zu gründenden dortigen Loge ernennen; die Erste Großloge von England versagte allerdings das zur Errichtung erforderliche Konstitutionspatent. Daraufhin kam es zum Bruch der beiden Freunde mit dem damals noch dominanten Englischen Lehrsystem. Stattdessen wandten sie sich dem neuen Hochgradsystem der Strikten Observanz zu und Kröncke wurde am 30. August 1766 bei der Johannisloge „Zur Eintracht“ affiliiert, die dieser Lehre bereits folgte, sie aber erst ein halbes Jahr später zeitgleich mit der Großen National-Großen National-Mutterloge „Zu den drei Weltkugeln“ offiziell annahm. Es ist davon auszugehen, dass sich Kröncke – ebenso wie auch von Zinnendorf es tat – schon wenig später wieder von der Strikten Observanz lossagte. Am 10. August 1769 war er Gründungsmitglied der Johannisloge „Zu den drei goldenen Schlüsseln“, die von Zinnendorf in Berlin aufgrund eines früheren Patentes nach dem Schwedischen Lehrsystem neu gestiftet hatte. Im Oktober 1770 schlug Kröncke dort seinen beruflichen Nachfolger Georg Heinrich Singer als Kandidaten zur Aufnahme in die Loge vor, was bewilligt wurde.
Maßgeblich auf Initiative von Zinnendorfs entstand Ende 1770 in Berlin die Große Landesloge der Freimaurer von Deutschland mit anfangs acht untergeordneten Logen. Freimaurerische Historiker vermuten, dass dieser, Kröncke und andere Mitglieder eine Übereinkunft trafen: Demnach war es ein „Beweis von der edlen Natur des heftigen von Zinnendorf, der doch wohl wußte, wie viel er Allen an Energie überlegen war“, dass er lediglich den Posten als stellvertretender Großmeister übernahm. Kröncke hingegen galt seinen Kollegen als der „Begabteste und Liebenswürdigste von Allen.“ Am 27. Dezember wurde er von den bereits bestehenden beziehungsweise in Gründung begriffenen Logen („Goldenes Schiff“ und „Pegasus“ aus Berlin, „Pelikan“ aus Altona sowie „Goldener Apfel“ aus Eutin) per Losentscheid zum ersten Landesgroßmeister gewählt. Da (in allen Lehrsystemen) reguläre Wahlen ausschließlich zu Beginn des maurerischen Jahres im Sommer abgehalten wurden, erfolgte die Wahl zunächst ad interim. Ausgerüstet mit „mehr Willenskraft und Rücksichtlosigkeit als Andere“ war von Zinnendorf für das operative Geschäft zuständig und leistete die Hauptarbeit, „trotz des Bewußtseins, daß er damit den höchsten Preis nur für einen Anderen gewinnen konnte.“ Diesem Anderen – Kröncke – wiederum gebot die „Bescheidenheit […], dem Stärkeren und Überlegenen zu weichen und zu folgen.“ Er hielt sich nahezu vollständig aus den Geschäften heraus und beschränkte sich auf die moralische Führung der Loge. Es ist kein einziges von ihm selbst aufgesetztes Schriftstück erhalten. In der Regel fertigte von Zinnendorf alle Briefentwürfe und Kröncke signierte sie ohne jede Änderung des Wortlautes. Dennoch wurde er innerhalb der Freimaurerei vielfach gelobt für die
„gute Regierung, […] das liebreiche und wohltätige Bezeigen, gleichwie […] den rühmlichen Eyfer, welchen [er] zu erkennen gegeben“
habe. Am 17. Juni 1771 sowie am 12. Juni 1772 wurde er bei Wiederwahlen jeweils einstimmig im Amt bestätigt. Schließlich trat er zum 10. Juni 1773 zurück. Sein Nachfolger Ludwig Georg Karl von Hessen-Darmstadt bot ihm umgehend den Posten des deputierten Großmeisters an, was Kröncke jedoch ablehnte. Seine angegriffene Gesundheit verhinderte fortan eine weitere Teilnahme an der Tempelarbeit.

### Leben im Ruhestand
| Bekannte Wohnungen von Martin Kröncke Breslau - 1752–1763: Im Münzamtshaus auf der Matthiasschanze Berlin - 1764: Im Haus von Prof. Jean Pierre Vignes (Lehrer am Französischen Gymnasium) hinter dem Alten Packhof - 1765/66: Im Trümpert’schen Haus in der Neuen Friedrichstraße - 1770: Im Goltz’schen Haus auf dem Friedrichswerder (nahe dem Friedrichswerderschen Rathaus) - Ab 1770: Mit Münzmeister Ludwig Friedrich Nelcker im Gebäude der Alten Münze in der Unterwasserstraße 2 westlich des Spreekanals (direkt neben dem Friedrichswerderschen Rathaus) |

Anfang 1770 bat er den König „Alters und kränklicher Umstände halber“ um seine Entlassung. Friedrich II. gab diesem Rücktrittsgesuch am 29. Januar 1770 statt und versetzte den unverheirateten und kinderlosen Kröncke mit einem jährlichen Gnadengehalt von 500 Reichstalern in den Ruhestand. Das General-Ober-Finanz-Kriegs- und Domainen-Direktorium sprach dem Pensionär am 20. März seine Glückwünsche aus und wünschte ihm „die wohlverdiente Ruhe“. Sein Nachfolger im Amt des Generalmünzdirektors wurde Georg Heinrich Singer, der ihn zuvor bereits als Direktor der Breslauer Münze beerbt hatte.
In seinen letzten Jahren lebte er zusammen mit dem Münzmeister August Ludwig Friedrich Nelcker in seiner vormaligen Arbeitsstätte – dem Gebäude der Alten Münze in der Unterwasserstraße 2 auf dem Friedrichswerder. Er pflegte unter anderem eine enge Freundschaft zu Friedrich Christian Göring, dem damaligen Prediger an der Petrikirche und späteren Generalsuperintendenten von Pommern. Troschel erwähnte in seiner Trauerrede, dass Kröncke in Berlin eine Stiftung zur Linderung der Not von Waisenjungen ins Leben rief. Möglicherweise geschah dies unter dem Eindruck seiner eigenen Kindheit, als er im Alter von acht Jahren bereits seinen Vater und den ersten Stiefvater verloren hatte. Weitere Details zu dieser Institution sind allerdings nicht bekannt. Insbesondere ab 1771 machten Kröncke zunehmend gesundheitliche Probleme zu schaffen, aufgrund derer er seine gesellschaftlichen Aktivitäten nach und nach reduzieren musste. Seine medizinische Betreuung übernahm Johann Wilhelm Kellner von Zinnendorf.
Im Alter von 68 Jahren starb der ehemalige Münzdirektor am 26. April 1774 zwischen zwei und drei Uhr morgens in Berlin an einem „Brustleiden“, näher spezifiziert als Lungenödem („Steckfluß“), und wurde am 29. April auf dem später aufgelassenen St.-Petri-Friedhof beerdigt. Für die Organisation der Bestattung zeichnete Singer verantwortlich. Die Trauerreden hielten der städtische Oberhofprediger August Friedrich Sack und seitens der Freimaurer Christian Ludwig Troschel (1735–1802). Am darauffolgenden Tag, dem 30. April, druckten die Berliner Nachrichten folgende kurze Nachricht, die sowohl Todesanzeige als auch Nachruf war:
„Dienstag ist der Herr General Münzdirector Kröncke im 72sten [sic!] Jahre Seines ruhmvollen Alters an einer Brustkrankheit aus dieser Welt gegangen. Er hat Sr. Majestät dem Könige über 20 Jahre die treuesten und ersprießlichsten Dienste geleistet, und Seine Rechtschaffenheit und Menschenliebe werden Sein Andenken unvergeßlich machen.“
Einen wesentlichen Teil seines Nachlasses vererbte Kröncke seinem Halbbruder Johann; weitere Vermächtnisse und Stiftungen kamen der Stadt Berlin zugute.

## Beziehungen zur Heimat
Nach dem Wegzug aus dem Land Hadeln sah Kröncke seine Heimat nur zu seltenen Anlässen wieder. Einer davon war die Eheschließung seines Halbbruders Johann, zu der er aus Braunschweig anreiste und als Hochzeitsgeschenk sechs zwölflötige Silberlöffel mitbrachte. Er verweilte einige Wochen in der Region und traf sich unter anderem mit seinem ehemaligen Förderer Dietrich Hincke sowie mit dem dänischen Rittmeister Marcus Meden, der in Dörringworth einen Hof erworben hatte.
Trotz der räumlichen Trennung blieben Martin und Johann in Briefwechseln stets in Kontakt. Sobald er in Breslau zu Wohlstand und Vermögen gekommen war, bemühte Kröncke sich, seine Verwandten und Bekannten im Land Hadeln finanziell zu unterstützen. Dies ist einerseits auf seinen bescheidenen Lebensstil zurückzuführen und andererseits auf die Wertschätzung, die er beispielsweise Hincke dafür entgegenbrachte, dass dieser ihm während der Hamburger Phase ungefragt geholfen hatte. Als Johann im Oktober 1763 zum Schultheißen ernannt wurde, schickte Kröncke ihm umgehend 400 und bald darauf noch einmal 300 Taler, damit er „sich würdige Kleidung anschaffen und eine gute Stube ausbauen könne.“ Ferner erfuhr er, dass Hincke einige Ländereien erworben hatte und übersendete ihm die Kaufsumme. Von Berlin aus schrieb er Johann, dieser möge seine fünfjährige Tochter mit einer Begleiterin auf einem Schiff nach Hamburg schicken, und empfahl einen dortigen Gasthof, zu dem er eine Kutsche senden wollte. Er erklärte, alle Kosten begleichen und das Kind gut unterrichten lassen zu wollen und äußerte die Absicht, sie später als seine Alleinerbin einzusetzen. Hottendorf lehnte dieses Angebot ab.
In einem Brief aus dem Jahr 1771 sprach Kröncke offen darüber, dass er „das Ende seiner Tage fühle“, und bat Johann, ihm mitzuteilen, wie groß der Hof inzwischen sei und wie viele Schulden er habe – er erklärte, ihm so viel Geld vermachen zu wollen, dass er einen unverschuldeten Hof bewohnen könne. Hottendorf besprach sich daraufhin mit dem Neuenkirchener Kirchspielschreiber Götze. Dieser riet ihm, außer den bestehenden 7000 Talern Schulden noch weitere 5000 Taler anzugeben, die er für den Zukauf einiger Ländereien und den Neubau einer Scheune verwandt hatte. Hottendorf ging darauf jedoch nicht ein, sondern meldete seinem Bruder lediglich die Verschuldung in Höhe von 7000 Talern. Es ist allerdings davon auszugehen, dass Götze anschließend noch eigenständig Kontakt zu Kröncke aufnahm und ihm die Umstände erklärte, denn letztlich vererbte der ehemalige Generalmünzdirektor seinem Bruder 12.000 Taler. Johann Hottendorf wurde durch Hofrat Droschel über Martins Tod in Kenntnis gesetzt und erfuhr, dass der Verstorbene ihn zum Testamentsvollstrecker (Mandatar) bestimmt hatte. Später wurde ihm auch der Text von Troschels Trauerrede zugesendet.

## Persönlichkeit

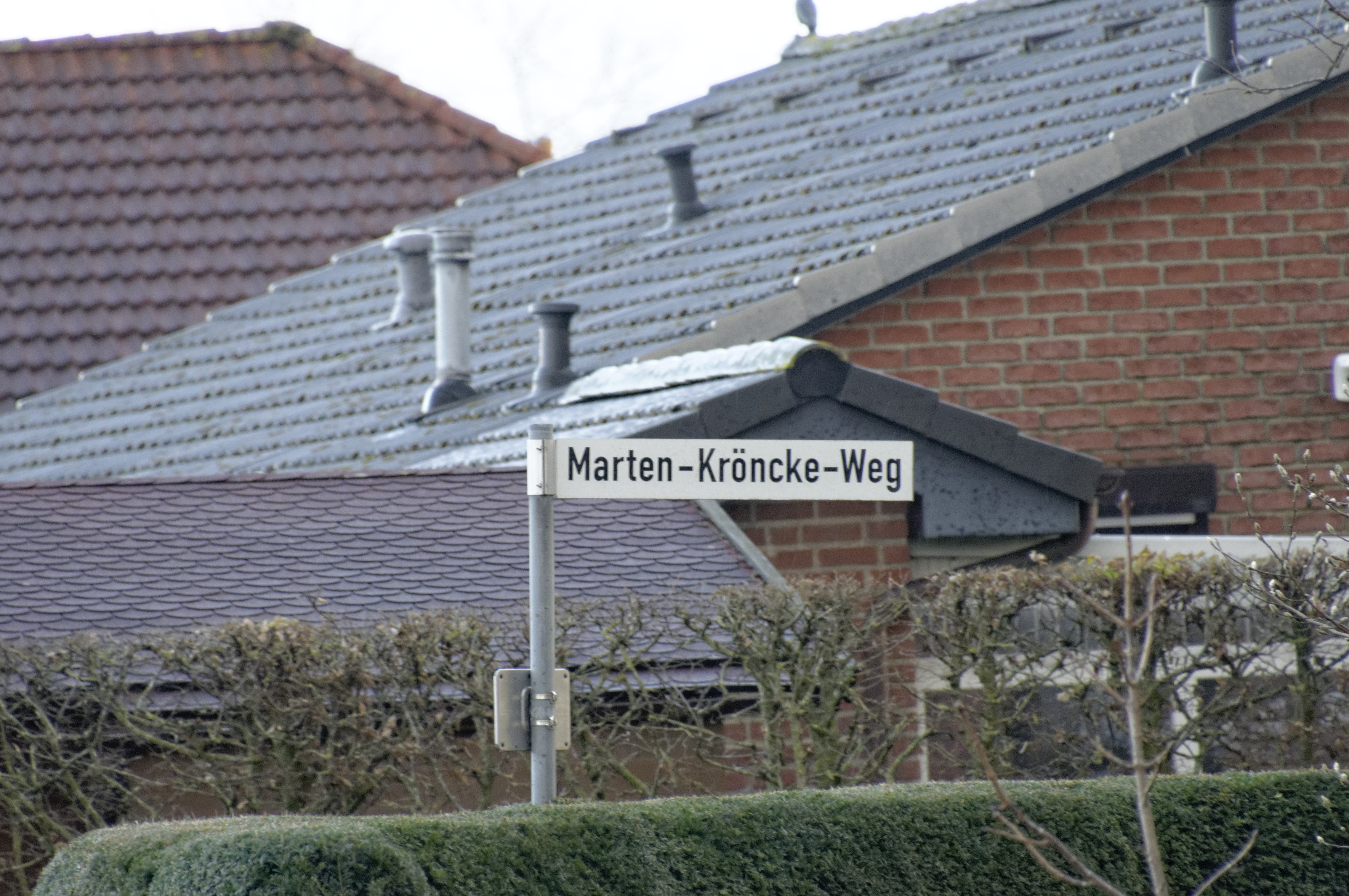
In seinem Heimatort Neuenkirchen im Land Hadeln ist der Marten-Kröncke-Weg nach dem Generalmünzdirektor benannt

Martin Kröncke war – zumindest während seines letzten Lebensabschnittes in Berlin – sehr darauf bedacht, seine Herkunft sowie sein Privatleben bedeckt zu halten und wollte von seinen Freunden und Bekannten ausschließlich in Hinblick auf seine beruflichen Verdienste und seine Leistungen in der Freimaurerei beurteilt werden. Wie wenig selbst Jene über ihn wussten, die sehr häufig Umgang mit ihm hatten, verdeutlicht folgendes Zitat aus der Trauerrede Troschels:
„Ich sollte freilich noch der Gewohnheit zufolge von denen Lebensumständen unseres Freundes hier noch etwas reden; allein es ist aller angewendeten Mühe ohngeachtet davon Nichts bekannt geworden, und ob ich gleich von ihm selbst auf mein Bitten Hoffnung hatte, einige Nachricht zu finden, so hat ihn doch der Tod übereilt, oder er hat es genug gehalten, daß die Nachwelt von ihm wisse: Daß, er möge zu einer Zeit, an einem Orte und von welchen Eltern es wolle, geboren sein, er als ein solcher Mann gelebet und gestorben sei, der seiner ganzen Familie, mit einem Wort, der seinem ganzen Leben Ehre gemacht hat. […] Das wahre Edle des Lebens machen nicht unsere Voreltern, keine äußeren Umstände, sondern die Menge guter Handlungen aus, die wir ausgeübt haben.“
Eine Charaktereigenschaft, von der aber sehr wohl viele Freunde Kenntnis hatten, war Krönckes Religiosität. Troschel hob diese zwar in seiner Trauerrede hervor; es ist aber unklar, ob sie tatsächlich über das normale Maß hinausging oder ob der Redner lediglich versuchte, den paar wenigen Details über das Leben des Verstorbenen eine größere Bedeutung angedeihen zu lassen. Vermutlich stand Krönckes Gottesglaube im Einklang mit den Alten Pflichten, in deren erstem Abschnitt es unter dem Titel Von Gott und der Religion heißt: „Ein Freimaurer ist verpflichtet, dem Sittengesetz zu gehorchen und falls er die Kunst recht versteht, wird er weder ein stupider Atheist noch ein irreligiöser Libertin sein.“ Troschel führte aus:
„Seine tägliche eifrige Verehrung der Religion, der er sich nie […] schämete, aber auch nie schwärmerischen Gewohnheiten nachgab, war seine sichere Führerin zu seinem wahren Glück und zur wahren Zufriedenheit. Unterricht und Trost sammelte er aus den besten Schriften. Einen Spalding und Jerusalem zu lesen ward er nicht müde.“
Obgleich Kröncke scheinbar ein sehr reservierter Charakter war, genossen Bekannte seine Gesellschaft. Sie schätzten seinen Ethos, seine Arbeitsmoral, sein persönliches Auftreten sowie anregende Gespräche mit ihm. Auch seine Haltung angesichts des nahen Todes nötigte ihnen Respekt ab, wie Troschel erläuterte:
„Wenn sonst lasterhafte Freunde gegen die herannahende Stunde des Todes das Sterbebette fliehen, den Zeitpunkt, wo so manches Gewissen eines Umstehenden mit Schrecken erwachet, so verließen unseres Freundes Freunde ihn nicht. Überzeugt, daß sie nie seiner Wohlfahrt entgegengearbeitet hatten, brachten sie noch den letzten Abend seines Lebens mit ihm zu. Sein herannahendes Ende war Erbauung vor ihnen, und sein Hingang zu jenen seligen Ewigkeiten bestätigte in ihnen den Gedanken: Wie gut es sei, gut gelebt zu haben, um gut sterben zu können. Sie lernten von ihm sterben!“